# Famille Schenk von Stauffenberg
 (novembre 2024).
Si vous disposez d'ouvrages ou d'articles de référence ou si vous connaissez des sites web de qualité traitant du thème abordé ici, merci de compléter l'article en donnant les références utiles à sa vérifiabilité et en les liant à la section « Notes et références ».
La famille Schenk von Stauffenberg est le patronyme d'une famille de la noblesse allemande originaire de Souabe. Le membre le plus célèbre est certainement le colonel comte Claus Schenk von Stauffenberg, figure clef du complot du 20 juillet 1944 contre Hitler.

## Histoire
Les archives de la famille remontent au XIIIe siècle lorsqu'un membre devint chevalier d'Empire. Son premier membre connu est Wernherus Pincerna de Celle, mentionné en 1251 et nommé en 1255 à l'office d'échanson de Schenk (de) avec les comtes de Zollern. Lorsque l'office de Schenk devint héréditaire, la famille en adopta le nom.
Le nom de la famille varia en fonction des domaines et des lieux de résidence : Schenk von Zell, Schenk von Neuenzell, Schenk von Andeck, Schenk von Erpfingen et Schenk von Stauffenberg. Le nom se fixa à la fin du XVe siècle en Schenk von Stauffenberg, du nom d'un ancien château fort situé entre Hechingen et Rangendingen dans le Wurtemberg, Burg Stauffenberg (de).

## Personnalités
- Albert III. von Stauffenberg (†1421), évêque puis prince-évêque de Ratisbonne de 1409 à 1421.
- Marquard Sebastian von Schenk von Stauffenberg (1644-1693), prince-évêque de Bamberg de 1683 à 1693.
- Johann Franz Schenk von Stauffenberg (1658-1740), prince-évêque de Constance et Augsbourg.
- Freiherr (baron) Franz August Schenk von Stauffenberg (1834-1901), président du parlement du Royaume de Bavière, membre puis vice-président du premier Reichstag allemand.
- Baron Franz Schenk von Stauffenberg (1878-1950), lieutenant-colonel, président-fondateur du consortium électrique OEW (de), membre du parlement de Wurtemberg puis du Reichstag. Fils du précédent.
- Comte Franz Ludwig Philipp Schenk von Stauffenberg (1801-1881), conseiller et président du Conseil impérial de Bavière (Kammer der Reichsräte).
- Comte Klemens Sckenk von Stauffenberg (1826-1886), fils du précédent.
- Comte Alfred Schenk von Stauffenberg (1860-1936), dernier maréchal de la cour du royaume de Wurtemberg, fils du précédent.
- Comte Berthold von Stauffenberg (1905-1944), juriste allemand, membre de la Résistance allemande au nazisme, fils du précédent.
- Comte Alexander Schenk von Stauffenberg (1905-1964), historien allemand, frère jumeau du précédent.
- Comte Claus Schenk von Stauffenberg (1907-1944), colonel, figure clef du complot du 20 juillet 1944, frère des précédents.
- Comte Berthold Maria von Stauffenberg (°1934), général allemand de la Bundeswehr, fils du précédent.
- Comte Franz Ludwig Schenk von Stauffenberg (°1938), homme politique allemand, frère du précédent.

## Domaines de la famille
- Château d'Amerdingen (de) (Souabe), depuis 1566

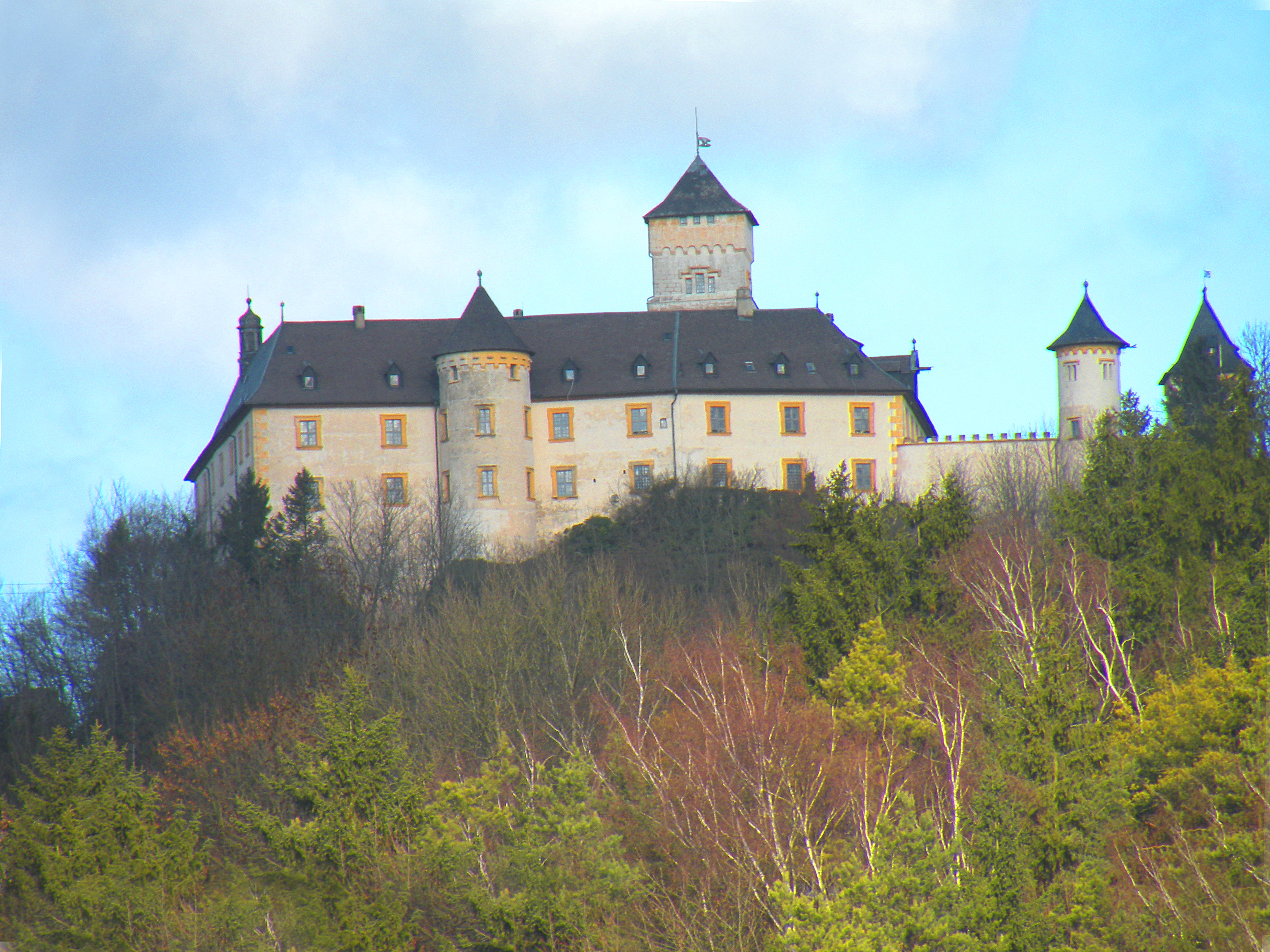
Vue du château de Greifenstein en 2009.

- Château d'Eberstall à Jettingen-Scheppach (Souabe), de 1716 à 1983
- Château de Geislingen (Zollernalb) (Bade-Wurtemberg), de 1698 à 1927
- Château de Greifenstein (de) (Franconie), depuis 1691
- Château de Jettingen (Souabe), de 1747 à 2000
- Château de Kirchlauter (de) (Basse-Franconie), depuis 1968
- Château Stauffenberg à Lautlingen (Bade-Wurtemberg), de 1625 à 1970
- Nouveau Château de Meersburg (de) (Bade-Wurtemberg), construit au milieu du XVIIIe siècle pour le prince-évêque Johann Franz Schenk von Stauffenberg
- Château Stauffenberg à Rißtissen (Bade-Wurtemberg), depuis 1613
- Château de Seehof à Bamberg (Franconie), construit à la fin du XVIIe siècle pour le prince-évêque Marquard Sebastian Schenk von Stauffenberg